# Panicum surrectum
Panicum surrectum là một loài thực vật có hoa trong họ Hòa thảo. Loài này được Zuloaga & Morrone mô tả khoa học đầu tiên năm 1991.